# Kapitulationen des Osmanischen Reiches

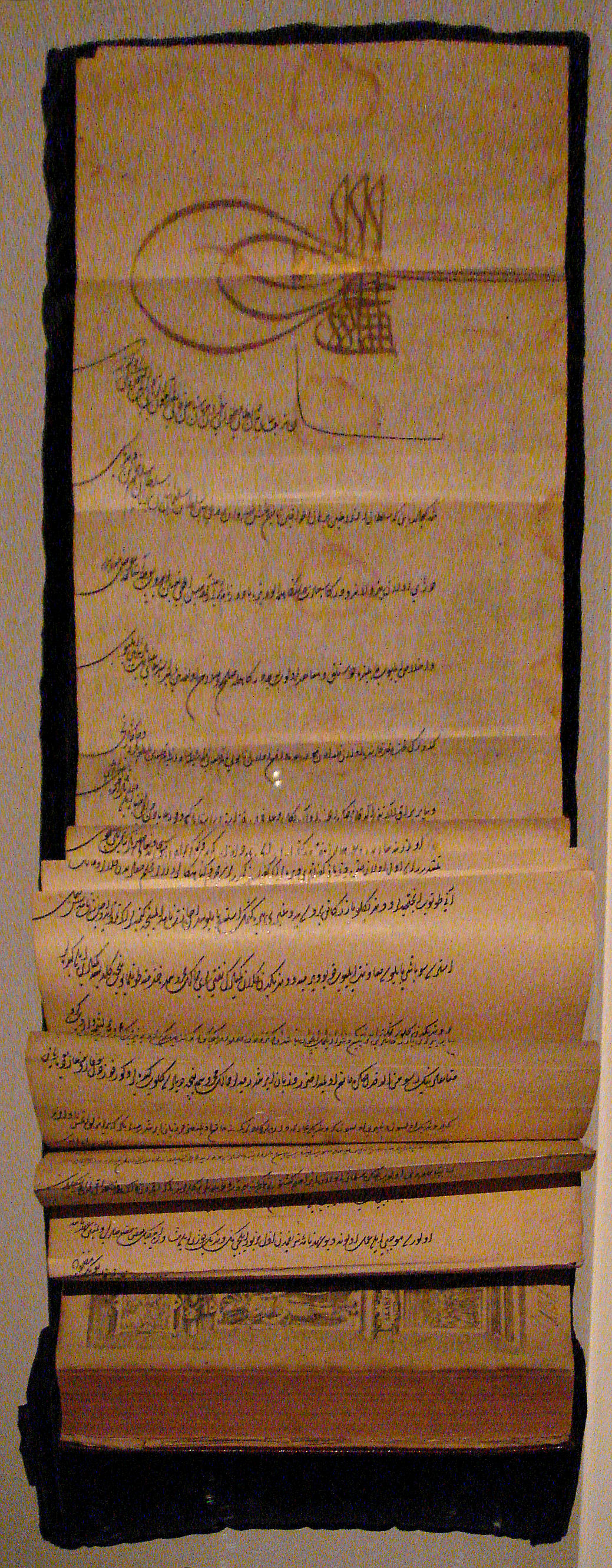
Kapitulation betreffend der Wiederaufnahme des Handels zwischen Venedig und dem Osmanischen Reich, unterzeichnet am 2. Oktober 1540 nach der Schlacht von Preveza.

Als Kapitulationen des Osmanischen Reiches (osmanisch قاپيتولاسيون Kapitülâsyon; auch Ahdnâme / عهدنامه von arabisch عهد ʿahd ‚Versprechen, Wort‘ und persisch نامه nāme, ‚Brief, Schreiben‘) werden Abkommen zunächst meist im Bereich des Handels mit verschiedenen europäischen Staaten bezeichnet. Der Begriff kommt von dem nach Einteilung in Kapitel capitule abgefassten Texten.

## Geschichte
Die erste Kapitulation wurde 1352 mit der Republik Genua vereinbart, in den 1380er Jahren folgte die Republik Venedig, unter Mehmed II. (reg. 1451–81) die Republik Florenz, unter Bayezid II. (reg. 1481–1512) das Königreich Neapel. Frankreich hatte schon 1517 von der Pforte die Bestätigung der mit der ägyptischen Burdschiyya-Dynastie geschlossenen Handelsvereinbarungen erlangt. Die im Rahmen des französisch-osmanischen Bündnisses 1536 vereinbarte Kapitulation galt lange Zeit als die erste, wurde aber nie ratifiziert. England hatte sich zunächst Venedigs als Zwischenhändler bedient und trat um 1580 in den direkten Handel mit dem osmanischen Reich ein. Im 17. Jahrhundert vereinbarten auch die Republik der Vereinigten Niederlande Handelsprivilegien; bis dahin war der Handel über den genuesischen Handelsposten auf Chios und das damals polnische Lwiw erfolgt.
Die Handelskapitulationen räumten dem europäischen Handel im Osmanischen Reich gegenüber den einheimischen Kaufleuten erhebliche Vorteile, insbesondere bei den Zöllen, ein. Die Kapitulationen waren dabei keine Verträge zwischen gleichberechtigten Partnern, sondern waren in Form von Privilegien des Sultans abgefasst. Für Handelsrechte im Osmanischen Reich sagten die europäischen Staaten Tribute oder Militärhilfen zu. Die Form der Verträge hatte aber zur Folge, dass die osmanischen Kaufleute in den europäischen Staaten keine Handelsvorteile besaßen. Dies führte langfristig dazu, dass sich die ökonomische Position des Osmanischen Reiches gegenüber der europäischen Konkurrenz verschlechterte.

## Auswirkungen
Der ökonomische und militärische Entwicklungsrückstand führte dazu, dass im 18. und vor allem 19. Jahrhundert die weiterhin teilweise als Kapitulationen bezeichneten Abkommen mit europäischen Staaten für das Osmanische Reich negative Folgen hatten. Im 18. Jahrhundert führten die Handelsnachteile osmanischer Kaufleute etwa dazu, dass sich immer mehr einheimische christliche Kaufleute formell als Übersetzer bezeichneten und unter den Schutz eines europäischen Staates stellten. Sie profitierten dabei von den Handelsrechten, waren damit aber auch teilweise dem Einfluss des Staates entzogen. Allein das russische Reich hatte um 1808 etwa 120.000 orthodoxe Griechen als „Schutzbefohlene.“ Auch während der Tanzimatära führte die Schwäche des Osmanischen Reiches dazu, dass es ungleiche Handelsverträge schließen musste. Dies gilt insbesondere für den osmanisch-englischen Vertrag von 1838. Im Pariser Frieden von 1856 wurde die Hohe Pforte zwar in das europäische Mächtesystem aufgenommen, der Staat wurde in einer bedingten Modernisierung unterstützt, die Kapitulationen blieben allerdings bestehen.

## Aufhebung
Für die Türkei endete die Zeit der europäischen Sonderrechte mit dem Eintritt in den Ersten Weltkrieg 1914 bzw. dem Vertrag von Lausanne 1923. Bestehen blieben sie noch im Iran und im halbkolonialen Ägypten. Im Iran wurden die Kapitulationen und die damit verbundene Konsulargerichtsbarkeit nach Einführung eines säkularen Rechtssystems am 10. Mai 1928 per Gesetz abgeschafft. In Ägypten unterhielten die zwölf Kapitularmächte noch bis 1949 die so genannten Gemischten Gerichtshöfe für die unter ihrem Schutz stehenden Ägypter. Erst danach fiel dieses Recht an den ägyptischen Staat.